# San Francisco Ballet
San Francisco Ballet (även SFB), är ett balettsällskap i San Francisco, Kalifornien, USA. Det grundades 1933.